# Chora saturata
Chora saturata är en fjärilsart som beskrevs av W. Warren 1916. Chora saturata ingår i släktet Chora och familjen trågspinnare. Inga underarter finns listade i Catalogue of Life.